# ケニアの政党
ケニアの政党では、ケニアにおける政党について説明する。

## ケニアの政党制
ケニアは第一次、第二次両世界大戦の戦間期にキクユ族の間に白人に対する抵抗運動が始まった。1921年キクユ青年協会が、1924年にはキクユ中央協会（KCA）が相次いで結成された。第二次世界大戦中、KCAは英国によって非合法化されたが、戦後、ケニア・アフリカ同盟（KAU）が結成され、キクユ族中心の組織からケニア全土の部族を超えた組織に変貌していった。1950年白人からの土地奪回要求を背景にマウマウ事件が起こると、植民地総督府はKAUが事件の背景にあるとして、ジョモ・ケニヤッタを中心とするKAU幹部を逮捕、拘束した。キクユ族はゲリラ闘争を展開、1956年に事件は収束したが、KAUは非合法化された。事件後、アフリカ民族運動の再建が行われ、大部族を中心として中央集権的国家体制を主張する「ケニア・アフリカ民族同盟」（KANU）と少数部族を代表とし連邦制を主張する「ケニア・アフリカ民主同盟」（KADU）がそれぞれ結成された。1960年新憲法が制定され、翌1961年総選挙でKANUは第一党となり、ケニヤッタの釈放を要求。ケニヤッタはKANU党首となる。1963年ロンドンでKANUと英国政府は合意に達し、同年12月11日ケニアは独立した。
独立後は、ケニア・アフリカ民族同盟の一党独裁体制が長く続いた。ケニヤッタを継いだダニエル・アラップ・モイ大統領も一党独裁体制を維持した。1990年代に入り、民主化要求が国内で起こる。1991年7月、民主回復フォーラムを中心に民主化を要求する動きが大きくなるが、モイは一党制堅持の姿勢を崩そうとはしなかった。1991年11月26日、アフリカ援助国会議がパリで開催され、ケニアに対しては民主化、構造調整計画の遅れに批判が集まり、新規援助停止が決定されたことを契機に12月2日、KANU幹部会は複数政党制導入を決定した。1992年12月29日複数政党制に移行して初の大統領選挙、議会選挙では野党勢力が乱立し、モイ大統領の四選（1997年五選）を許したが、2002年民主党のムワイ・キバキが当選し、政権交代が実現した。その後、政党連合による二大政党制に近い政党制が見られる。2007年大統領選挙をめぐり、ケニア全土に民族暴動が拡大したが、現在は国家統一党とオレンジ民主連合の連立政権が成立している。
なお、ケニアでは2007年11月まで、160を超える選挙管理委員会に登録された政党、政治団体があった。2008年12月、政党法によって38に整理された。

### 主要政党
- 国家統一党 (Party of National Unity)
  - 民主党 (Democratic Party)
  - ケニア・アフリカ民族同盟 (Kenya African National Union)
  - 民主回復フォーラム・ケニア (民主回復フォーラム・ケニア派、フォード・ケニア、Forum for the Restoration of Democracy–Kenya)
  - 民主回復フォーラム・ピープル (民主回復フォーラム人民派、フォード・ピープル、Forum for the Restoration of Democracy–People)
  - ケニア・マジンジラ緑の党 (ケニア環境緑の党、Mazingira Green Party of Kenya)
  - 国民虹の連合・ケニア (National Rainbow Coalition–Kenya)
  - サフィナ (サフィーナ、Safina)
  - シリキショ党 (Shirikisho Party of Kenya)
  - シシ・クワ・シシ (Sisi Kwa Sisi)
- オレンジ民主運動 (Orange Democratic Movement)
- オレンジ民主運動ケニア (Orange Democratic Movement-Kenya)
- 民主回復フォーラム・アシリ (民主回復フォーラム・アシリ派、Forum for the Restoration of Democracy–Asili)
- ケニア共産党(CPK)

### 少数政党
- ケニア・マダラカ党 (Madaraka Party of Kenya)
- Chama Cha Uzalendo (CCU Kenya)
- ケニア・アフリカ民主開発連合 (Kenya African Democratic Development Union、KADDU)

### かつて存在した政党
- ケニア・アフリカ民主連合 (Kenya African Democratic Union)
- ケニア人民連合 (Kenya People's Union)
- 自由民主党 (Liberal Democratic Party)